# Districtul Bácsalmás
Bácsalmás (în maghiară Bácsalmási járás) este un district în județul Bács-Kiskun, Ungaria.
Populația districtului este de 19.983 locuitori (2013).